# 羅姆塞和北南安普頓 (英國國會選區)
羅姆塞和北南安普頓（英語：Romsey and Southampton North），英國國會一郡選區，包括英格蘭東南部漢普郡泰斯特河谷和南安普頓一部。始設於2010年。
保守黨的卡羅琳·諾克斯在2010年大選中以49.7%選票勝出該區首次當選。